# Enyalioides praestabilis
Espèce
Synonymes
- Enyalius praestabilis O’Shaughnessy, 1881

Enyalioides praestabilis est une espèce de sauriens de la famille des Hoplocercidae.

## Répartition
Cette espèce se rencontre au Pérou, en Équateur et en Colombie.

## Publication originale
- O'Shaughnessy, 1881 : An account of the collection of lizards made by Mr. Buckley in Ecuador, and now in the British Museum, with descritions of the new species. Proceedings of the Zoological Society of London, vol. 1881, p. 227-245 (texte intégral).